# Fričová
Fričová ist im Slowakischen und im Tschechischen die weibliche Form des Nachnamens Frič.

## Namensträger
- Alexandra Fričová (* 2004), slowakische Volleyballspielerin
- Karolína Fričová (* 2000), slowakische Volleyballspielerin